# Niphargus aquilex
Niphargus aquilex is een vlokreeftensoort uit de familie van de Niphargidae. De wetenschappelijke naam van de soort is voor het eerst geldig gepubliceerd in 1855 door Schiödte.